# کوه الدورادو
کوه الدورادو (به انگلیسی: Eldorado Peak) یک کوه در ایالات متحده آمریکا است که در واشینگتن واقع شده‌است. کوه الدورادو ۲٬۷۰۳٫۰ متر بالاتر از سطح دریا واقع شده‌است.